# Trichelbroek

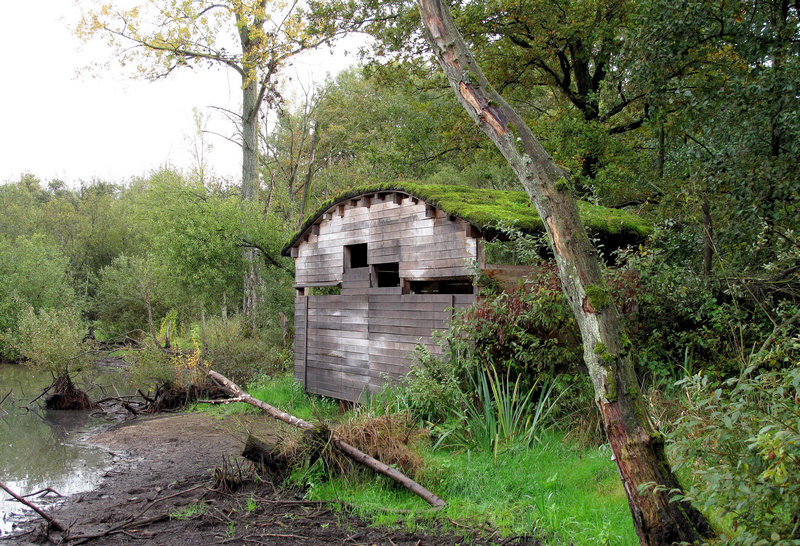
Vogelkijkhut Trichelbroek

Trichelbroek is een natuurgebied ten noordwesten van Veerle. Het gebied is Europees beschermd als onderdeel van Natura 2000-gebied 'Bovenloop van de Grote Nete met Zammelsbroek, Langdonken en Goor' (habitatrichtlijngebied BE2100040).

## Gebied
Het gebied is eigendom van Natuurpunt.
Het Trichelbroek ligt bij de samenvloeiing van de Grote Laak en de Kleine Laak en bestaat uit een kleinschalig landschap met weilanden, eikenbossen, lanen en enkele boerderijen. Ook ligt hier een grote waterplas waar veel vogels op af komen, zoals aalscholver en fuut. Hier is ook een reigerkolonie.
Op de waterscheiding tussen het Laakdal en de Grote Nete ontstond de woonkern Trichelhoek met de Sint-Bavokapel of Kapel op den Trichelhoek, waar men genezing zocht van de kinkhoest.
Het Trichelbroek ligt nabij het natuurgebied Varendonk, en beide gebieden maken deel uit van het natuurgebied De Roost.